# Austen Henry Layard
Austen Henry Layard (pronunciado [ˈɔːstɪn ˈhɛnriː lɛərd]) (5 de marzo de 1817 - 5 de julio de 1894) fue un viajero británico, arqueólogo, dibujante, coleccionista, escritor, político y diplomático, conocido sobre todo por sus excavaciones en Nimrud. Fue caballero gran cruz de la Orden del Baño y miembro del Consejo Privado del Reino Unido.
Layard nació en París, Francia, en una familia de ascendencia hugonote, siendo el segundo hijo de siete hermanos Su padre, Henry Peter John Layard, trabajador de la Administración Pública de Ceilán, era hijo de Charles Peter Layard, decano de la Universidad de Bristol. Su madre Marianne Austen Layard, era hija del banquero Nathaniel Austen.

## Excavaciones
Siendo joven, Layard comenzó unas excavaciones en 1847 en las proximidades de Mosul, en Kuyunjik y Nimrud, para investigar la situación de los asentamientos. Cuando volvió a Inglaterra en 1848, publicó Nínive y sus restos. Para ilustrar las antigüedades descubiertas, publicó un volumen de ilustraciones llamado Monumentos de Nínive (1849).
Después de pasar unos meses en Inglaterra, Layard volvió a Constantinopla adscrito a la embajada británica y, en agosto de 1849, comenzó la segunda expedición. En ella investigó las ruinas de Babilonia y los montes del sur de Mesopotamia. Se le atribuye el descubrimiento de la Biblioteca de Asurbanipal durante este período.
A partir de esta expedición publicó Los descubrimientos en las ruinas de Nínive y Babilonia, que fue ilustrado mediante otro volumen, llamado Una segunda serie de los Monumentos de Nínive, en 1853. Durante estas expediciones, Layard fue enviando a Inglaterra, según cuenta con gran dificultad, espléndidos ejemplares que ahora forman la mayor parte de la colección de antigüedades asirias del Museo Británico.
En 1866 fundó con Antonio Salviati la "Compagnia Venezia Murano" y abrió una sala de exposición de vidrio veneciano en Londres en el n.º 431 de Oxford Street. Hoy en día Pauly & C. - Compagnia Venezia Murano es una de las marcas más importantes de la producción de vidrio veneciano de arte.
Embajador en Madrid desde el 2 de diciembre de 1869 hasta 1877, fue también miembro honorario de la Real Academia de Historia
En 1866 fue nombrado administrador del Museo Británico.